# Eparchia di Kanjirapally

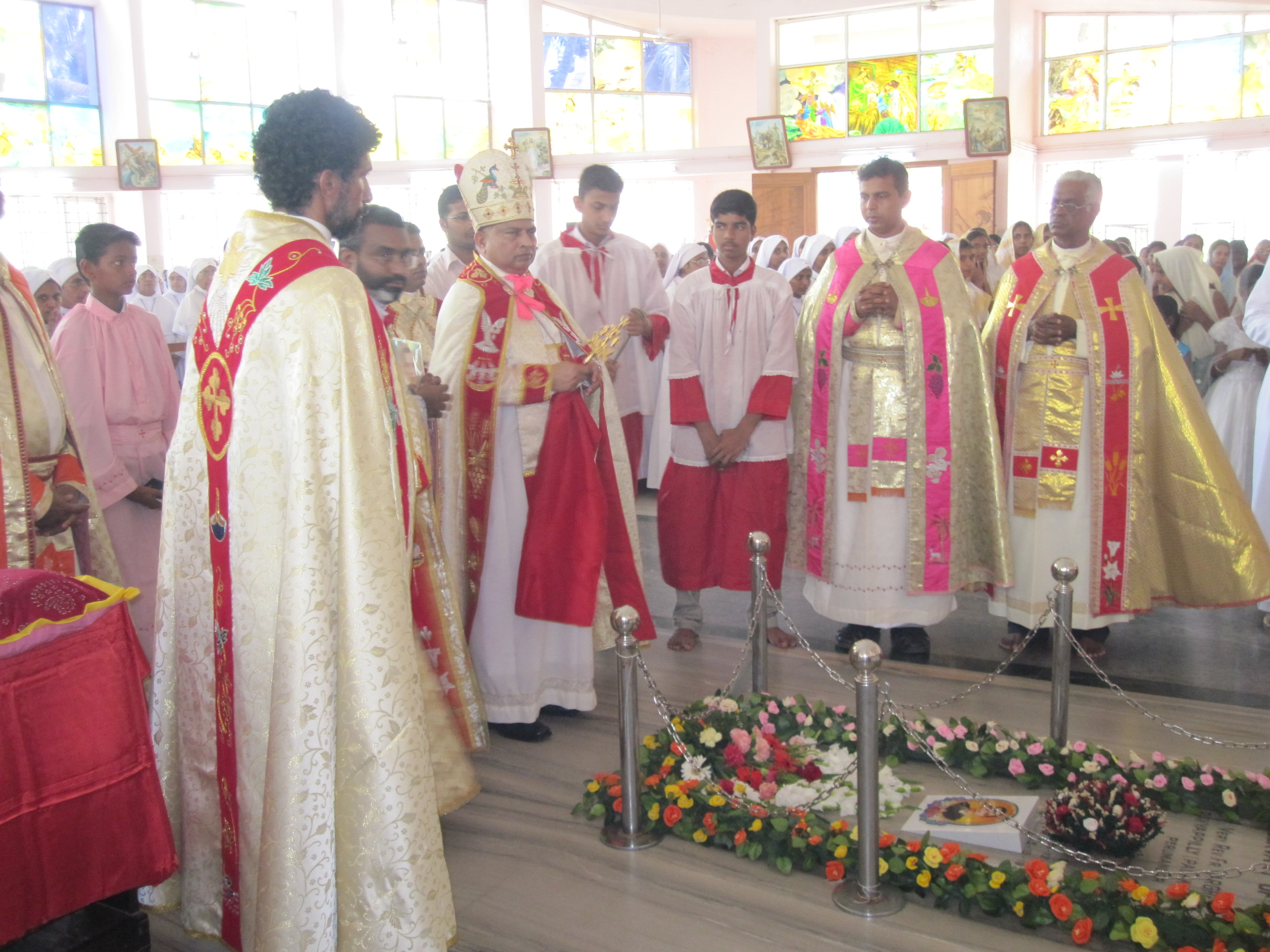
Il vescovo Mathew Arackal presso la tomba del venerabile Varghese Payyappilly, nella chiesa di san Giovanni Nepomuceno, Konthuruthy

L'eparchia di Kanjirapally (in latino Eparchia Kanjirapallensis) è una sede della Chiesa cattolica siro-malabarese in India suffraganea dell'arcieparchia di Changanacherry. Nel 2021 contava 176.131 battezzati su 1.510.700 abitanti. È retta dall'eparca Jose Pulickal.

## Territorio
L'eparchia estende la sua giurisdizione sui fedeli della Chiesa cattolica siro-malabarese in parte dei distretti di Kottayam, Idukki e Pathanamthitta nello stato indiano del Kerala.
Sede eparchiale è la città di Kanjirapally, nel distretto di Kottayam, dove si trova la cattedrale di San Domenico.
Il territorio è suddiviso in 148 parrocchie.

## Storia
L'eparchia è stata eretta il 26 febbraio 1977 con la bolla Nos Beati di papa Paolo VI, ricavandone il territorio dall'arcieparchia di Changanacherry.
Il 13 maggio 1977, con la lettera apostolica Ne institutae, lo stesso papa Paolo VI ha proclamato la Beata Maria Vergine Madre di Dio patrona principale dell'eparchia.

## Cronotassi dei vescovi
Si omettono i periodi di sede vacante non superiori ai 2 anni o non storicamente accertati.
- Joseph Powathil † (26 febbraio 1977 - 5 novembre 1985 nominato arcieparca di Changanacherry)
- Mathew Vattackuzhy † (20 dicembre 1986 - 23 dicembre 2000 dimesso)
- Mathew Arackal (23 dicembre 2000 - 15 gennaio 2020 ritirato)
- Jose Pulickal, dal 15 gennaio 2020

## Statistiche
L'eparchia nel 2021 su una popolazione di 1.510.700 persone contava 176.131 battezzati, corrispondenti all'11,7% del totale.
| anno | popolazione | popolazione | popolazione | presbiteri | presbiteri | presbiteri | presbiteri                | diaconi | religiosi | religiosi | parrocchie |
| anno | battezzati  | totale      | %           | numero     | secolari   | regolari   | battezzati per presbitero | diaconi | uomini    | donne     | parrocchie |
| ---- | ----------- | ----------- | ----------- | ---------- | ---------- | ---------- | ------------------------- | ------- | --------- | --------- | ---------- |
| 1980 | 128.112     | ?           | ?           | 95         | 73         | 22         | 1.348                     |         | 45        | 808       | 96         |
| 1990 | 152.528     | 996.214     | 15,3        | 160        | 118        | 42         | 953                       |         | 77        | 1.148     | 105        |
| 1999 | 162.675     | 1.857.661   | 8,8         | 218        | 163        | 55         | 746                       |         | 83        | 1.420     | 119        |
| 2000 | 160.709     | 1.041.766   | 15,4        | 247        | 192        | 55         | 650                       |         | 78        | 1.420     | 119        |
| 2002 | 152.500     | 1.055.800   | 14,4        | 244        | 186        | 58         | 625                       |         | 97        | 1.526     | 122        |
| 2003 | 172.050     | 1.100.300   | 15,6        | 309        | 193        | 116        | 556                       |         | 176       | 1.479     | 127        |
| 2004 | 172.050     | 1.100.300   | 15,6        | 313        | 197        | 116        | 549                       |         | 176       | 1.479     | 127        |
| 2006 | 192.000     | 1.214.620   | 15,8        | 310        | 194        | 116        | 619                       |         | 210       | 1.840     | 136        |
| 2009 | 203.960     | 1.264.000   | 16,1        | 270        | 199        | 71         | 755                       |         | 161       | 1.890     | 138        |
| 2013 | 225.618     | 1.364.925   | 16,5        | 296        | 224        | 72         | 762                       |         | 147       | 1.934     | 141        |
| 2016 | 214.900     | 1.425.824   | 15,1        | 320        | 240        | 80         | 671                       |         | 155       | 1.950     | 143        |
| 2019 | 222.700     | 1.479.560   | 15,1        | 342        | 257        | 85         | 651                       |         | 111       | 1.674     | 147        |
| 2021 | 176.131     | 1.510.700   | 11,7        | 344        | 259        | 85         | 512                       |         | 185       | 1.722     | 148        |